# Marian Cripps
Marian Cripps, baronne Parmoor, née Ellis le 6 janvier 1878 à Nottingham (Royaume-Uni) et morte le 6 juillet 1952 à Londres (Royaume-Uni), est une pacifiste britannique.

## Biographie
Marian Ellis est la fille de parents quaker, l'homme politique John Ellis et de la philanthrope Maria Rowntree. Elle a une sœur jumelle, Edith. Elle reçoit une éducation à domicile et apprend à jouer du violoncelle.
Au moment du Jameson raid (en) en 1895, elle devient la secrétaire de son père et, pendant la seconde guerre des Boers, elle participa aux projets de Ruth Fry visant à aider les femmes victimes du conflit. Au cours de la Première Guerre mondiale, les sœurs Ellis donnent de l'argent aux familles de personnes objecteurs de conscience et financent la No Conscription Fellowship (en). En 1918, après avoir publié une brochure non censurée par le gouvernement, Edith Ellis et d'autres Quakers sont emprisonnés en vertu de la loi sur la défense du Royaume, tandis que Marian Ellis continue son militantisme.
En 1919, Marian Ellis et la baronne Catherine Courtney créent le comité Fight the Famine. Le 14 juillet de cette même année, elle épouse l'homme politique Charles Cripps, baron Parmoor, beau-frère de lady Courtney et de Beatrice Potter Webb. Le couple n'a pas d'enfants mais Marian Parmoor a fortement influencé son plus jeune beau-fils, Stafford Cripps.
Lady Parmoor est présidente de la YWCA entre 1924 et 1928 et aide à créer la Fellowship of Reconciliation. Elle est membre fondatrice de la Ligue internationale des femmes pour la paix et la liberté et elle devient présidente de la branche britannique de l'organisation en 1950. Vice-présidente du Conseil national de la paix, elle plaide en faveur de l'admission de la République populaire de Chine aux Nations unies et pour la fin de la guerre de Corée. En 1948, elle écrit une brochure intitulée The Challenge of the Atomic Bomb (Le défi de la bombe atomique), publiée par le Comité des amis la paix. À l'âge de 70 ans, elle entreprend une étude de la fission nucléaire afin de pouvoir s'exprimer contre l'utilisation de cette arme.
Deux jours avant sa mort dans sa maison de Londres, âgée de 74 ans, elle écrit au Premier ministre, Winston Churchill, protestant contre le bombardement de la Corée du Nord. Elle est incinérée au Golders Green Crematorium et ses cendres sont dispersées à Frieth.